# ژان مارک فورلان
ژان مارک فورلان (انگلیسی: Jean-Marc Furlan؛ زادهٔ ۲۰ نوامبر ۱۹۵۷) بازیکن فوتبال اهل فرانسه است.
از باشگاه‌هایی که در آن بازی کرده‌است می‌توان به باشگاه فوتبال لانس، باشگاه ورزشی مون‌پلیه، باشگاه فوتبال المپیک لیون، باشگاه فوتبال باستیا، و باشگاه فوتبال بوردو اشاره کرد.